# Delta (Colúmbia Britânica)

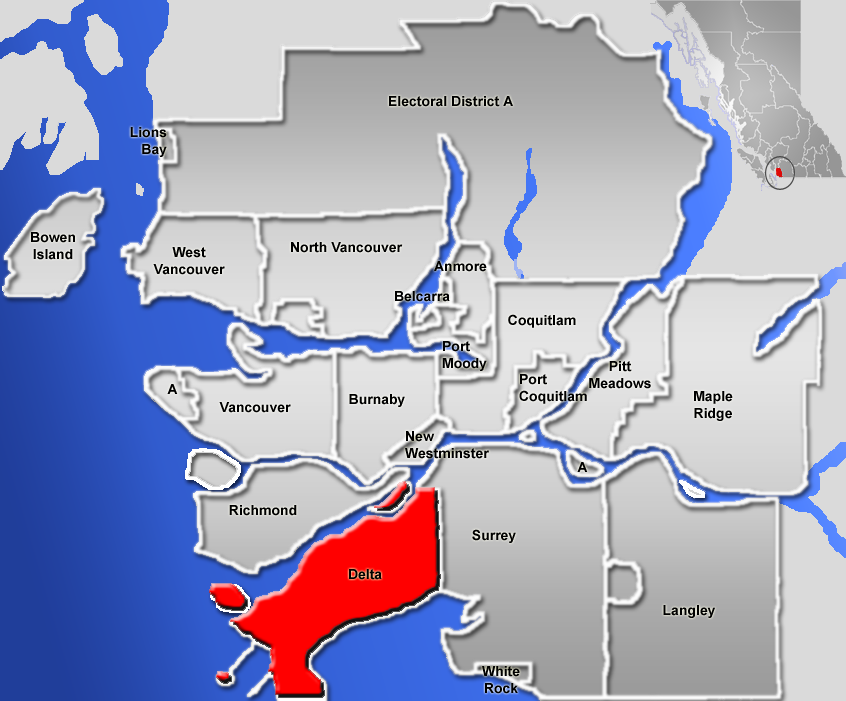
Localização de Delta na região metropolitana de Vancouver.

Delta é uma cidade da província canadense de Colúmbia Britânica, parte da região metropolitana de Vancouver. Situa-se às margens do Rio Fraser. Sua população é de aproximadamente 100 mil habitantes e tem uma área de 364 km².